# Lacuna Island
Lacuna Island (englisch für Lücken-Insel) ist eine kleine Insel im Archipel der Biscoe-Inseln westlich der Antarktischen Halbinsel. In der Gruppe der Pitt-Inseln liegt sie 13 km östlich des Tula Point, des nördlichen Endes der Renaud-Insel.
Kartiert wurde die Insel anhand von Luftaufnahmen der Hunting Aerosurveys Ltd. aus den Jahren von 1956 bis 1957. Das UK Antarctic Place-Names Committee benannte sie 1959 so, da sie auf den Luftaufnahmen eine Lücke auszufüllen scheint.